# Wapen van Budel

Wapen van Budel

Het wapen van Budel werd op 16 juli 1817  bij besluit van de Hoge Raad van Adel aan de toenmalige Noord-Brabantse gemeente Budel bevestigd. In 1997 werd Maarheeze aan de gemeente toegevoegd. Op 28 januari 1998 werd de gemeentenaam gewijzigd in Cranendonck, waarna een nieuw wapen voor de gemeente werd ontworpen. In het wapen van Cranendonck werden de adelaar het schild in de historische kleuren opgenomen, maar met de hoorns de andere richting uit wijzend.

## Blazoenering
De blazoenering bij het wapen luidt als volgt:
Van lazuur, beladen met drie horens van goud, staande twee en een. Het schild van agteren gehouden door een arend van goud.
Niet vermeld is dat de hoorns op het wapen zijn omgewend, d.w.z. ze wijzen heraldisch (van achter het schild bezien) naar links. De heraldische kleuren in het wapen zijn lazuur (blauw) en goud (geel). Dit zijn de rijkskleuren.

## Geschiedenis
Het wapen is afgeleid van dat van de familie Van Cranendonck, een tak van het Huis Horne. Deze familie had Budel aan het begin van de veertiende eeuw als leen in bezit gekregen, eerst van het OLV kapittel van Aken en later van de hertog van Brabant. De hoorns in het wapen zijn omgewend, zoals tot 1316 het geval was in het wapen van Van Cranendonck. Het oudst bekende zegel van Budel dateert van 1346 en toont het wapen geplaatst op een adelaar. Deze is afkomstig uit het wapen van Aken. Omdat bij de aanvraag geen kleuren werden gespecificeerd werd het wapen verleend in de rijkskleuren: goud op blauw. Dat laatste is in 1998 in het wapen van Cranendonck gecorrigeerd.

## Verwante wapens

Het wapen van Cranendonck, met het schild en de adelaar in historische kleuren
Het wapen van Aken